# ویمبولدز تراففورد
ویمبولدز تراففورد (به انگلیسی: Wimbolds Trafford) یک روستا و محله مدنی در بریتانیا است که در چشر غربی و چستر واقع شده‌است. ویمبولدز تراففورد ۲۱۲ نفر جمعیت دارد.